# Ифран
Ифра́н (бербер. ⵉⴼⵔⴰⵏ/ ⵢⴼⵔⵏ, араб. إفران/يفرن‎) — город в Среднем Атласе Марокко, административный центр провинции Ифран области Фес — Мекнес. Является горнолыжным курортом (см. Мишлифен) и университетским городком. Население города — 14 тысяч человек (2013 год).

## История
Первые поселения на данной территории относятся к Неолиту (об этом свидетельствуют исследования пещер в Тизгите и др.). В Средневековье местность была заселена берберами.
Современный город, имя которого переводится с берберского языка как пещеры, возник в эпоху французского протектората. Город строился в европейском стиле, крыши домов двускатные и покрыты черепицей.
В 1995 году в городе был открыт университет Аль-Ахавайн.

## Географическое положение
Центр города находится на высоте 1713 метров над уровнем моря. Вокруг города располагается национальный парк Ифран, на территории которого находится один из самых больших кедровых лесов в мире (см. также кедр Гуро). Заповедник Ифрана — одно из немногих мест обитания маготов (берберских макак).

## Климат
| Показатель              | Янв.  | Фев.  | Март  | Апр.  | Май  | Июнь | Июль | Авг. | Сен. | Окт. | Нояб. | Дек.  | Год    |
| ----------------------- | ----- | ----- | ----- | ----- | ---- | ---- | ---- | ---- | ---- | ---- | ----- | ----- | ------ |
| Средний максимум, °C    | 8,9   | 9,9   | 11,9  | 13,2  | 17,5 | 22,5 | 28,7 | 28,9 | 24,7 | 18,4 | 12,5  | 9,4   | 17,2   |
| Средняя температура, °C | 4,1   | 5,2   | 6,6   | 8,0   | 11,8 | 15,9 | 21,2 | 21,4 | 17,9 | 12,5 | 7,8   | 4,7   | 11,4   |
| Средний минимум, °C     | −0,8  | 0,5   | 1,4   | 2,8   | 6,0  | 9,4  | 13,7 | 13,9 | 11,0 | 6,6  | 2,9   | −0,1  | 5,6    |
| Норма осадков, мм       | 138,9 | 175,1 | 126,1 | 130,7 | 76,7 | 38,3 | 13,6 | 12,7 | 33,3 | 72,9 | 158,3 | 141,8 | 1118,4 |
| Источник:               |       |       |       |       |      |      |      |      |      |      |       |       |        |

## Транспорт
На западной окраине города расположен аэропорт Ифрана с ВПП длиной свыше 2000 м.

## Галерея

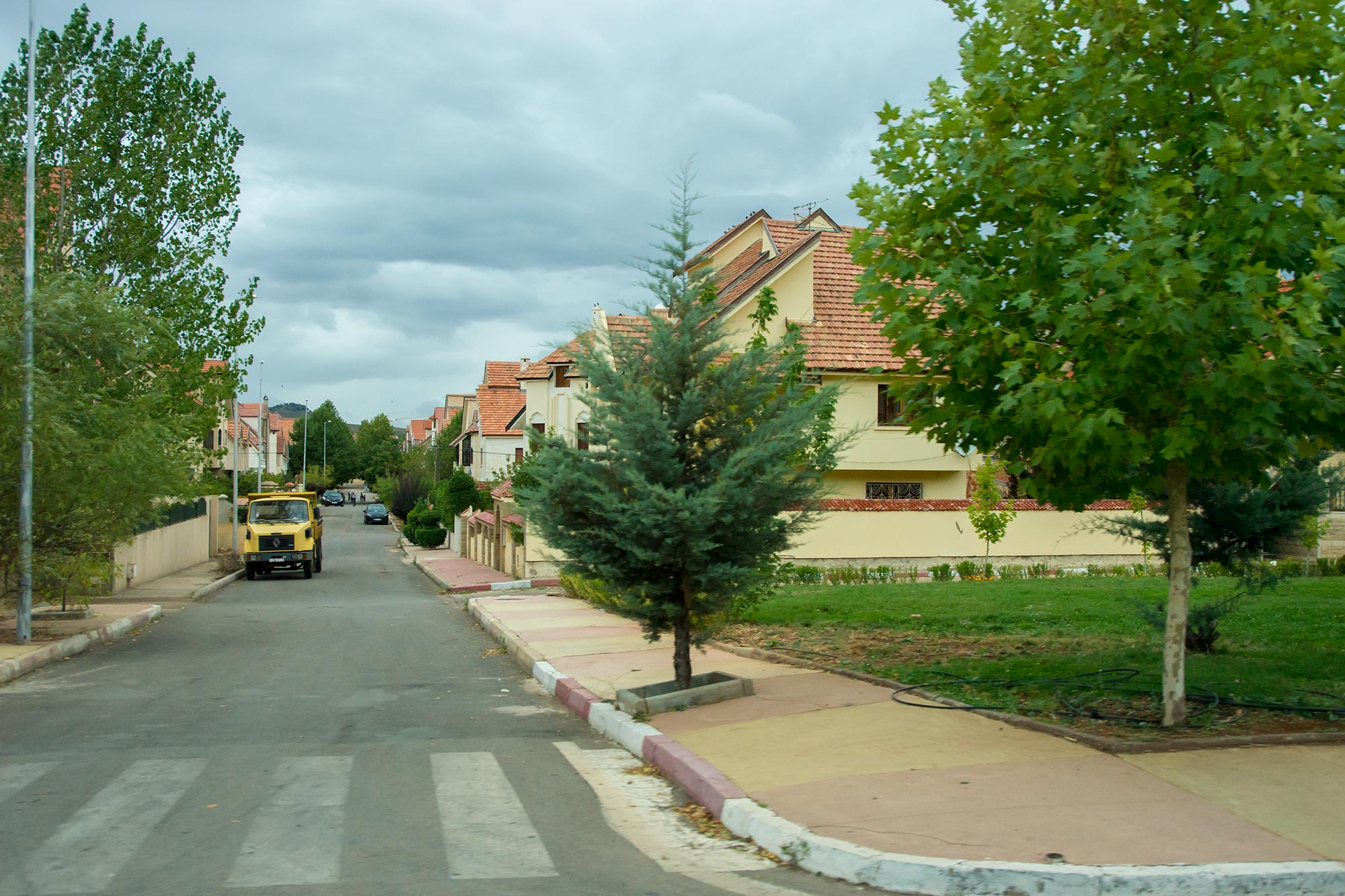
Улица Ифрана
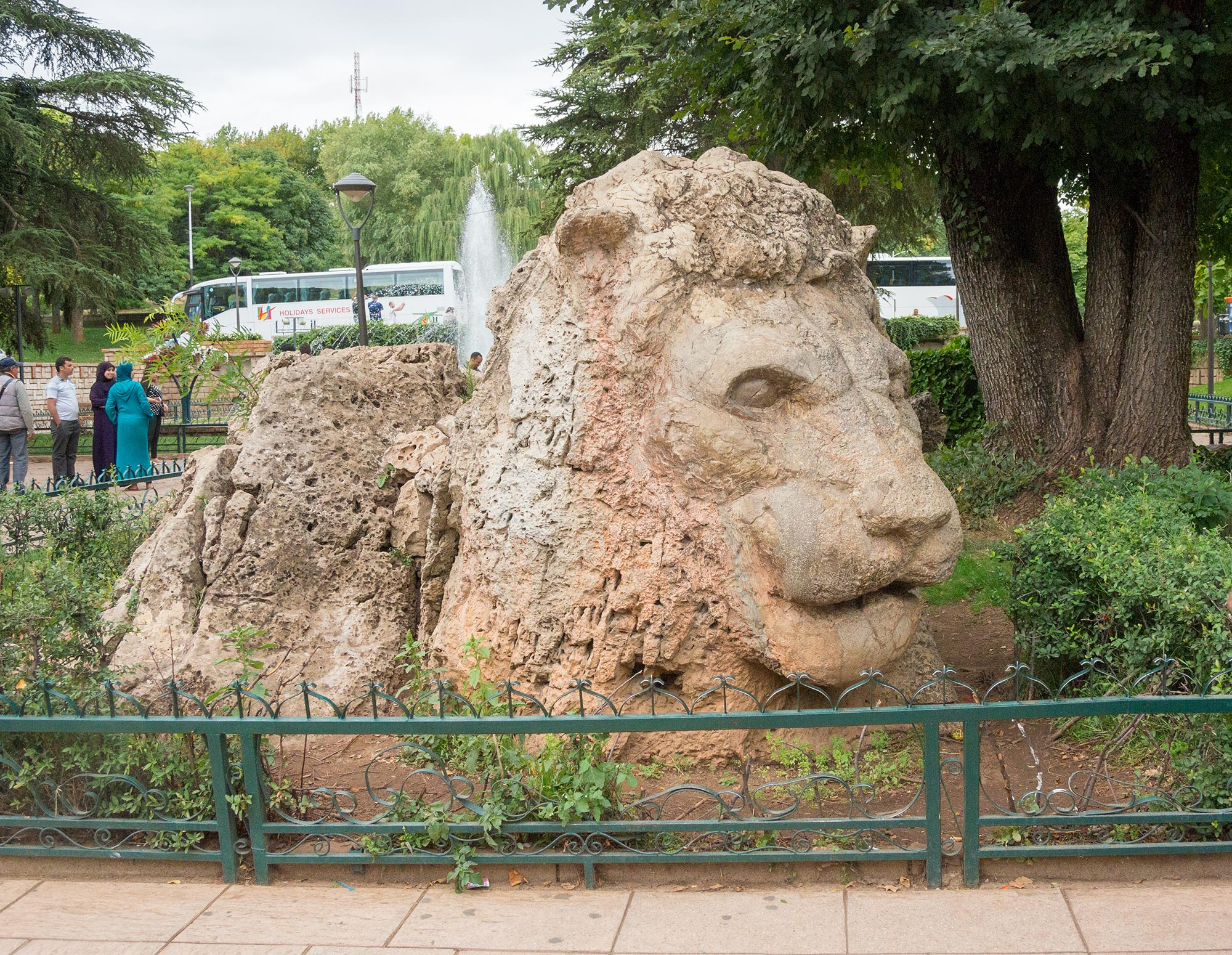
Памятник берберийскому льву в Ифране
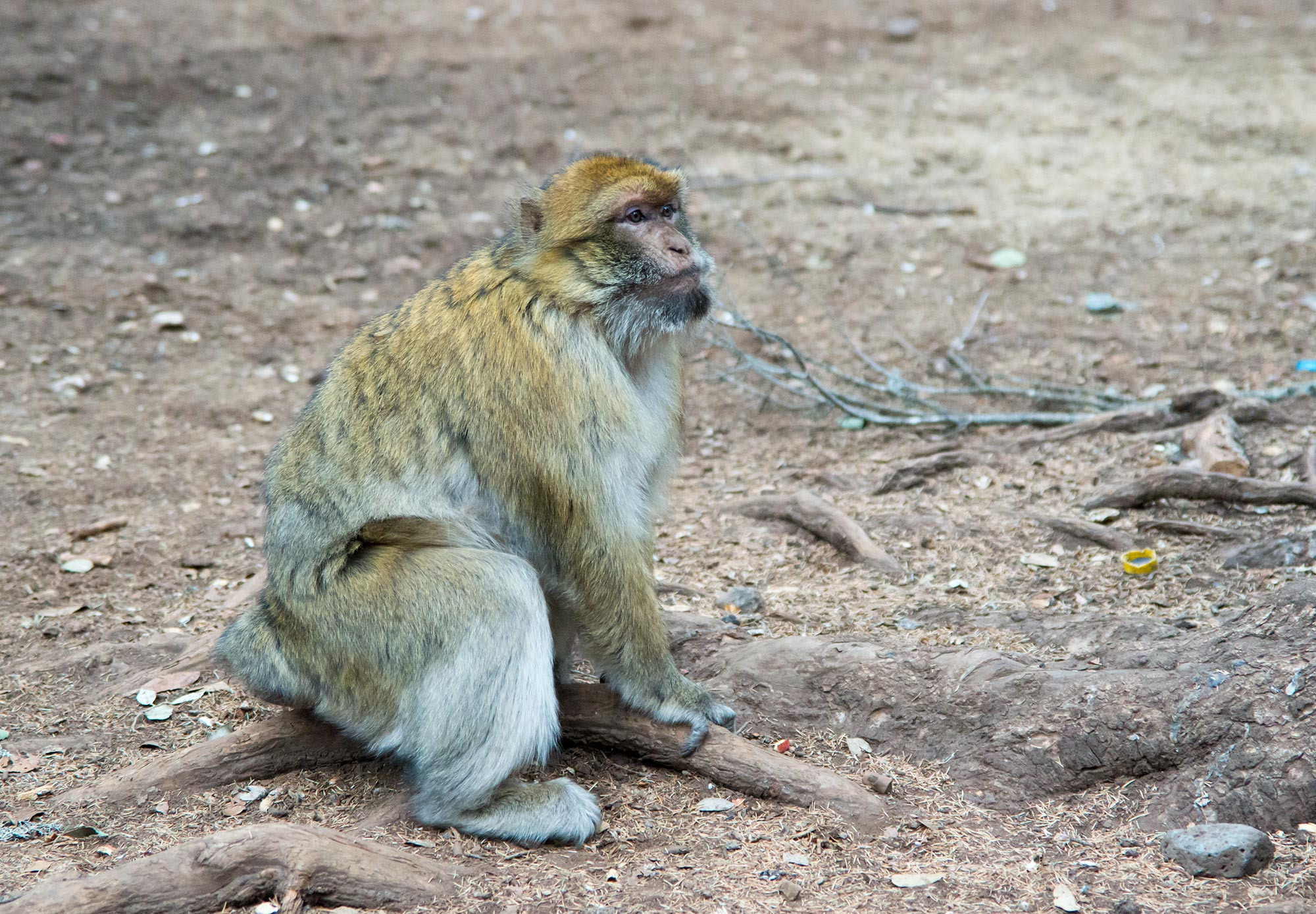
Магот в заповеднике Ифрана